# Halunder Jet (Schiff, 2003)
Die Halunder Jet ist eine als High Speed Craft klassifizierte Katamaran-Schnellfähre.
Von 2003 bis 2017 war sie in der Saison von April bis November als Passagierschiff zwischen Hamburg, Cuxhaven und der Nordsee-Insel Helgoland unterwegs. Der Betreiber war zu dieser Zeit die zur Förde Reederei Seetouristik (FRS) gehörende FRS Helgoline GmbH & Co. KG.
Der Katamaran wurde im November 2017 als Ladung des Schwergutfrachters Palabora nach Kanada überführt und wird seit 2018 unter dem Namen Victoria Clipper V vom FRS-Tochterunternehmen Clipper Navigation in Nordamerika eingesetzt.

## Geschichte
Die Kiellegung des unter der Baunummer 1670 auf der Fjellstrand-Werft im norwegischen Omastrand gebauten Katamarans erfolgte am 15. August 2002 und der Stapelhub am 22. März 2003. Am 6. Mai 2003 wurde er fertiggestellt.
Heimathafen der Halunder Jet war zunächst Hamburg. Am 9. Mai 2003 wurde das Schiff dort während des 814. Hamburger Hafengeburtstages von Carolin Fortenbacher, Hauptdarstellerin des damals in Hamburg aufgeführten Musicals Mamma Mia!, getauft.

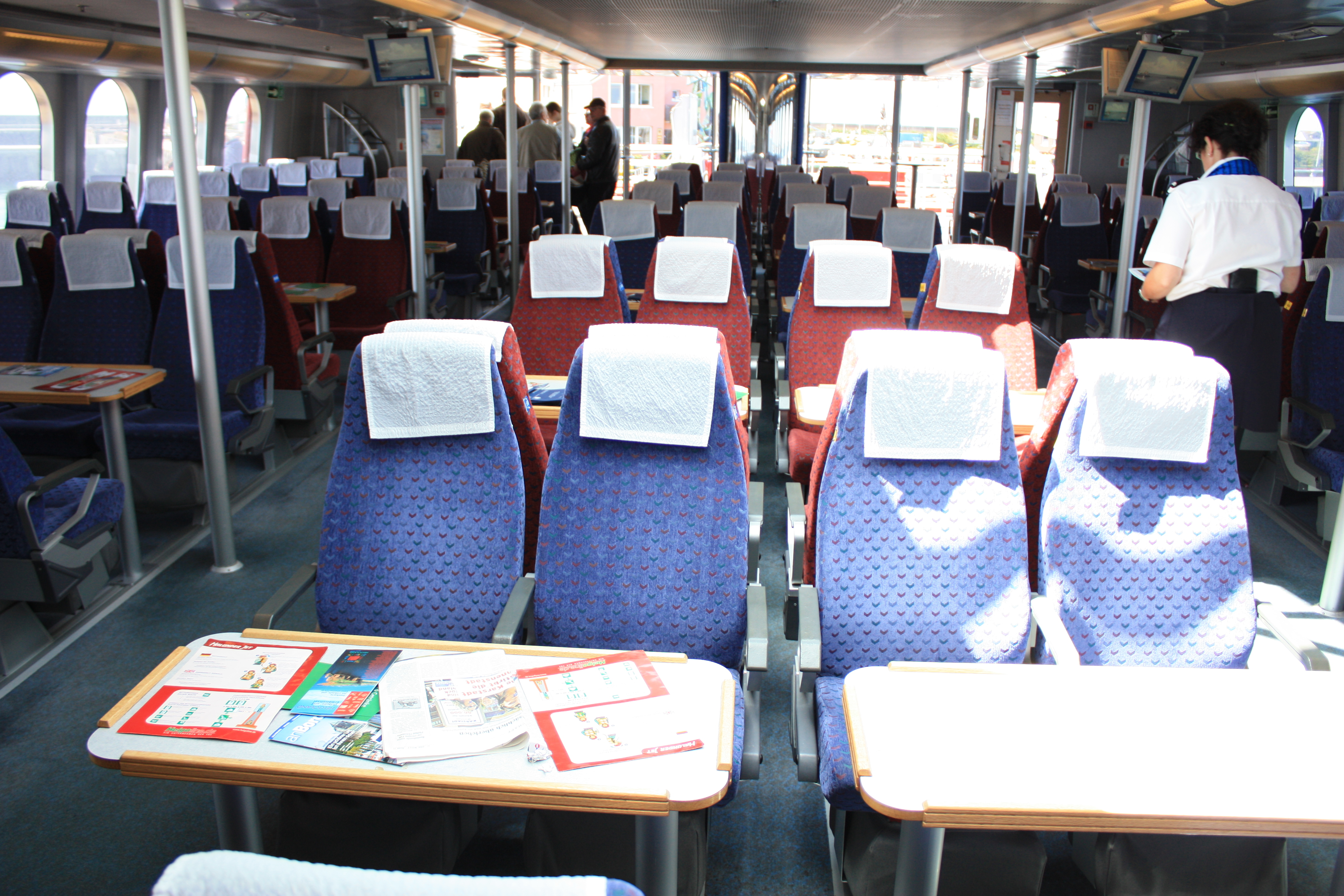
Innenansicht während der Zeit in Deutschland (2009)

Von der Indienststellung 2003 bis zum Herbst 2017 wurde der Katamaran mit dem Namen Halunder Jet von der Förde Reederei Seetouristik in der Saison täglich auf der Strecke Hamburg – Wedel – Cuxhaven – Helgoland auf der Unterelbe und der Helgoländer Bucht eingesetzt. Dabei verkehrte er auf der Unterelbe und in der Deutschen Bucht. Auf dem Weg lief das Schiff täglich Cuxhaven an. Es hat (Stand 2015) mehr als 1,2 Millionen Menschen nach Helgoland gebracht (darunter z. B. 91.628 Passagiere in der Saison 2014 und 93.531 Passagiere in der Saison 2015). Während der Zeit des Einsatzes zwischen Festland und Helgoland legte der Katamaran mehr als 537.000 Seemeilen zurück.
Im April 2014 wurde das Schiff aus Kostengründen nach Zypern ausgeflaggt; neuer Heimathafen wurde Limassol.
Zur Saison 2018 wurde die Halunder Jet im Helgoland-Verkehr durch einen gleichnamigen Neubau ersetzt, der etwa 20 % mehr Passagiere befördern kann. Die Halunder Jet wurde Mitte Oktober 2017 von der Route abgezogen, erhielt anschließend eine neue Außenlackierung und wurde von Mitte November 2017 bis Mitte Dezember 2017 von Emden aus auf dem Schwergutfrachter Palabora nach Victoria, British Columbia überführt. Im Januar 2018 wurde das Schiff in Victoria Clipper V umbenannt. Seit dem 1. März 2018 wird die Victoria Clipper V vom FRS-Tochterunternehmen Clipper Navigation zwischen Victoria und Seattle eingesetzt.

## Besonderheiten
Der Katamaran Halunder Jet war zuletzt die einzige Schnellfähre im Helgolandverkehr. Er machte direkt im Hafen von Helgoland fest; die Passagiere der Seebäderschiffe werden hingegen (teilweise in der Sommersaison) mit Börtebooten ausgebootet.